# Thelypteris lepidula
Thelypteris lepidula là một loài thực vật có mạch trong họ Thelypteridaceae. Loài này được (Hieron.) Alston miêu tả khoa học đầu tiên năm 1958.